# Cameron Das
Cameron Das (Baltimore, Maryland; 17 de marzo de 2000) es un piloto de automovilismo estadounidense, actualmente inactivo. Fue campeón del Campeonato de Estados Unidos de Fórmula 4 en 2016 y delEurofórmula Open en 2021.

## Carrera deportiva
Das comenzó a practicar karting en Autobahn Indoor Speedway en Jessup. En 2015 Das obtuvo su licencia para competir en monoplazas en la Bertil Roos Racing School. Das hizo su debut en la competencia en la Bertil Roos Race Series en el circuito este de Pocono International Raceway. Después de anotar su primera pole position en NJMP Thunderbolt, Das terminó decimoquinto en la clasificación de la serie compitiendo en un calendario parcial. Dirigido por Jonathan Scarallo, Das logró cinco podios. Además de la Bertil Roos Race Series, el joven piloto compitió en la ronda de Carolina Motorsports Park de la temporada 2015 de Fórmula Lites. Con un Crawford FL15 propulsado por un motor Honda K24, Das terminó quinto en ambas carreras. Das también compitió en la clase Fórmula F de la SCCA Majors Tour Northeast Conference en New Jersey Motorsports Park, ganando la segunda carrera. Con K-Hill Motorsports, Das corrió en el New Jersey Motorsports Park con el séptimo como su mejor resultado.
Para 2016, Das se unió a JDX Racing para competir en el Campeonato de Estados Unidos de Fórmula 4, que reemplazó a la serie Fórmula Lites. El nativo de Maryland dominó la segunda mitad del campeonato ganando ocho carreras consecutivas. Das también corrió con JAY Motorsports por un Campeonato U.S. F2000 parcial en 2016. Su mejor resultado fue un octavo lugar en el campo callejero de Toronto.
En 2017, Das firmó con el equipo Carlin para la BRDC Fórmula 3, donde ganó una carrera, y debutó en Eurofórmula Open. En los dos años siguientes, participó en Eurofórmula y en Toyota Racing Series. En 2020, Das compitió en simultáneo en Eurofórmula y FIA Fórmula 3, priorizando esta última cuando se superponían las fechas.
Sin resultados destacados en F3, abandonó la categoría para 2021. Ese año, Das ganó el campeonato de Eurofórmula junto a Team Motopark, adjudicándose siete victorias.
Desde entonces, no ha vuelto a competir y se dedica a subir vídeos sobre el mundo de las carreras, así como también de simracing.

## Resultados

### Campeonato de Fórmula 3 de la FIA
(Clave) (negrita indica pole position) (cursiva indica vuelta rápida puntuable)

| Año  | Escudería          | 1    | 1    | 2    | 2    | 3   | 3   | 4    | 4    | 5    | 5    | 6   | 6   | 7   | 7   | 8   | 8   | 9   | 9   | Pos. | Puntos | Ref.  |
| ---- | ------------------ | ---- | ---- | ---- | ---- | --- | --- | ---- | ---- | ---- | ---- | --- | --- | --- | --- | --- | --- | --- | --- | ---- | ------ | ----- |
| 2020 | Carlin Buzz Racing | SPI1 | SPI1 | SPI2 | SPI2 | BUD | BUD | SIL1 | SIL1 | SIL2 | SIL2 | BAR | BAR | SPA | SPA | MNZ | MNZ | MUG | MUG | 25.º | 0      | [ 4 ] |
| 2020 | Carlin Buzz Racing | 22   | Ret  | 24   | Ret  | 17  | 22  | 21   | 24   | 11   | 11   | 19  | 17  | 25  | 22  | 15  | 16  | 23  | 25  | 25.º | 0      | [ 4 ] |